# Bijagua
Bijagua är en ort i Costa Rica.   Den ligger i provinsen Alajuela, i den nordvästra delen av landet, 140 km nordväst om huvudstaden San José. Bijagua ligger 434 meter över havet och antalet invånare är 1 090.
Terrängen runt Bijagua är kuperad åt nordost, men åt sydväst är den bergig. Runt Bijagua är det ganska glesbefolkat, med 38 invånare per kvadratkilometer. Närmaste större samhälle är Upala, 18,9 km norr om Bijagua. I omgivningarna runt Bijagua växer i huvudsak städsegrön lövskog.